# Укиё-буро
Укиё-буро (яп. 浮世風呂, うきよぶろ, «Современные бани») — японский юмористический рассказ, написанный Сикитэем Самбой между 1809—1813 годами. Состоит из 9 книг и 4 частей. Другое название — «Весёлые рассказы о современных банях» (яп. 諢話浮世風呂, отогэ-банаси укиё-буро).

## Сюжет
«Современные бани» являются сборником историй о простых людях, которые посещают японские средневековые бани города Эдо (сегодняшний Токио). Первая и четвёртая части посвящены мужским баням, а вторая и третья — женским. Действие всех частей, за исключением третьей, происходит в осенние дни. Автор подробно и проницательно передаёт диалоги тех, кто пришёл мыться или просто поговорить. Произведение наполнено живым японским языком начала XIX века, анекдотами, смешными историями, скабрёзными рассказами.
«Современные бани» считаются наиболее представительной работой Сикитэя Самбы рядом с «Современными цирюльнями». Кроме прямого использования произведения как книги для досуга, его изучают японские языковеды как источник по истории народного японского языка.